# Georges Feydeau
Georges Feydeau (París (Francia), 8 de diciembre de 1862-Rueil-Malmaison (Francia), 5 de junio de 1921) fue un dramaturgo francés durante la Belle Époque. Es conocido por sus múltiples farsas.

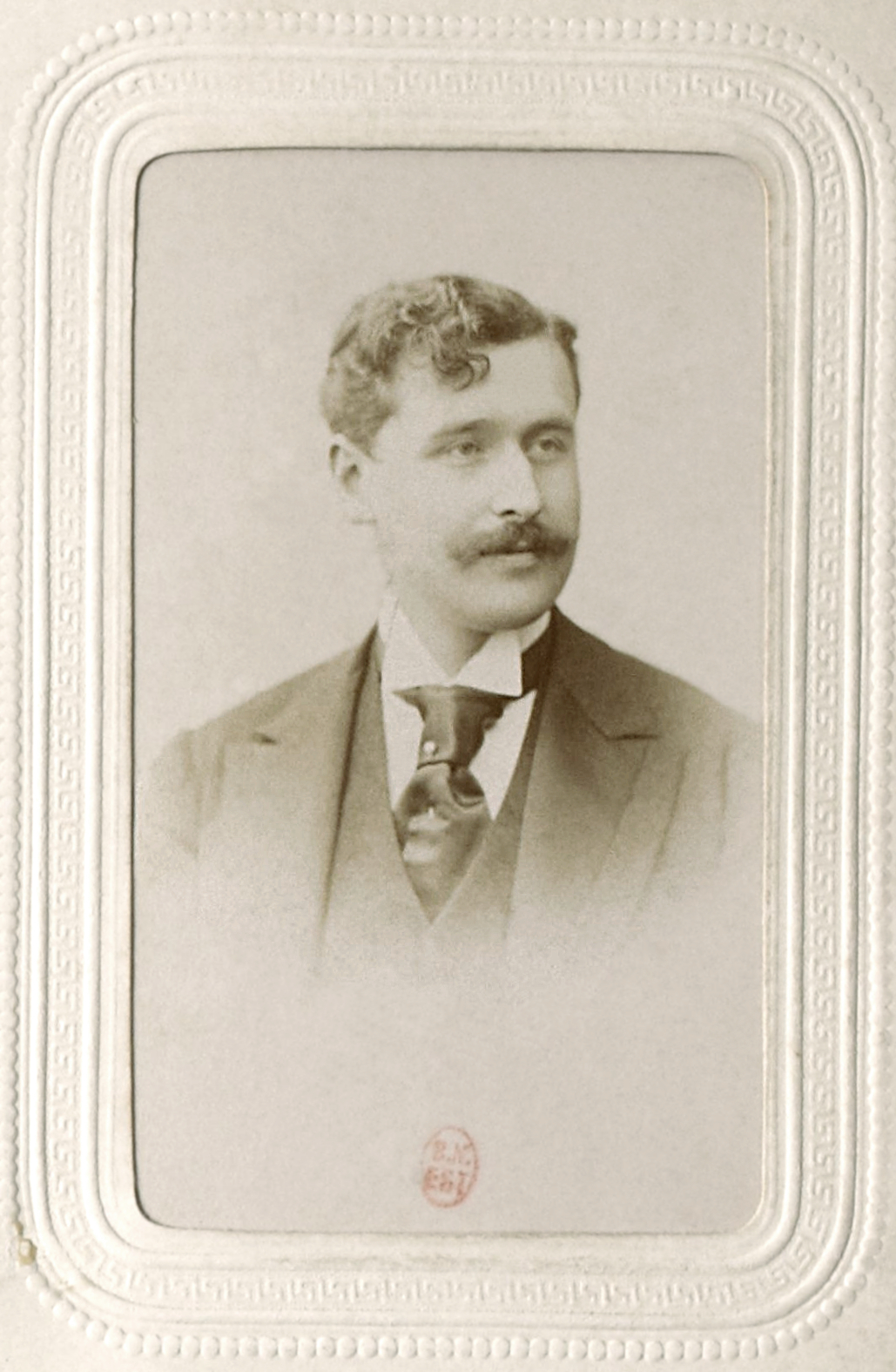
Georges Feydeau

## Biografía
Feydeau nació en París, hijo del novelista Ernest-Aimé Feydeau y de Léocadie Bogaslawa Zalewska. A los 20 años, escribió su primer monólogo cómico. Cuatro años más tarde, escribió la exitosa obra de teatro Tailleur pour dames. En ese mismo año, se casó con Marianne Carolus-Duran, hija del famoso pintor Carolus-Duran. El matrimonio le garantizó estabilidad económica a Feydeau mientras escribía sus obras. Sin embargo, después de 15 años, la pareja se divorció en 1916.
Feydeau empezó a interesarse por las farsas en 1890, estudiando los trabajos de Eugène Labiche, Henri Meilhac y Alfred Hennequin. Estos artistas lo inspiraron para escribir su exitosa obra Champignol malgré lui (1892). Luego del estreno de esta obra, Feydeau ganó fama a nivel nacional e internacional e incluso algunas de sus obras eran estrenadas en el extranjero en otros idiomas antes de que fueran presentadas en Francia.
Feydeau escribió más de 60 obras. Entre las más famosas están: La Puce à l'oreille (1907), Encárgate de Amelia (1908), El sistema Ribadier (1892), La Dame de chez Maxim (1899) y Hortense a dit : "Je m'en fous!" (1916). Asimismo, sus farsas L'Hôtel du libre échange (1894) y Le Dindon (1896) también fueron populares.
Aunque muchos críticos de la época consideraban que sus obras eran entretenimiento ligero, Feydeau es reconocido como uno de los grandes dramaturgos franceses. Sus obras influyeron los movimientos surrealista y dadaísta y el teatro del absurdo.
A pesar de su éxito como dramaturgo, su alto estilo de vida, las apuestas y el fracaso de su matrimonio le provocaron grandes problemas económicos. Durante el invierno de 1918, Feydeau contrajo sífilis. Murió tres años más tarde, a los 58 años. Fue enterrado en el Cementerio de Montmartre.